# Лівія Тіяну
Лівія Тіяну (рум. Livia Tieanu; у шлюбі Леонте рум. Leonte; нар. 4 серпня 1964, Бухарест) — академічна веслярка з Румунії, зараз на пенсії, срібна призерка літніх Олімпійських ігор 1988. Заслужений майстер спорту.
Виступала за спортивні клуби «Олімпія» та «Динамо» Бухарест. Виграла 8 національних чемпіонатів та медалі різних міжнародних змагань.
Змагаючись у вісімці жінок, вона виграла п'ять медалей між 1985 і 1989 роками на чемпіонатах світу з веслування. Двічі ставала чемпіонкою (1987, 1989), тричі — бронзовою призеркою (1985, 1986, 1989).